# Kati (Arusha)
Kati ist ein Verwaltungsbezirk (Ward) des Distrikts Arusha (CC) in der tansanischen Region Arusha.

## Geografie
Kati liegt im Norden von Tansania. Er ist ein Bezirk im Zentrum von Arusha und liegt nördlich und südlich der Sokoine Road. Die Grenze im Osten bildet der Fluss Naura, im Süden reicht der Bezirk bis zur Eisenbahnlinie. Im Norden schließt der Bezirk Kaloleni an. Bei der Volkszählung 2022 lebten hier 2547 Menschen in 622 Haushalten.

## Gliederung
Der Bezirk besteht aus zwei Stadtteilen (Mtaa):

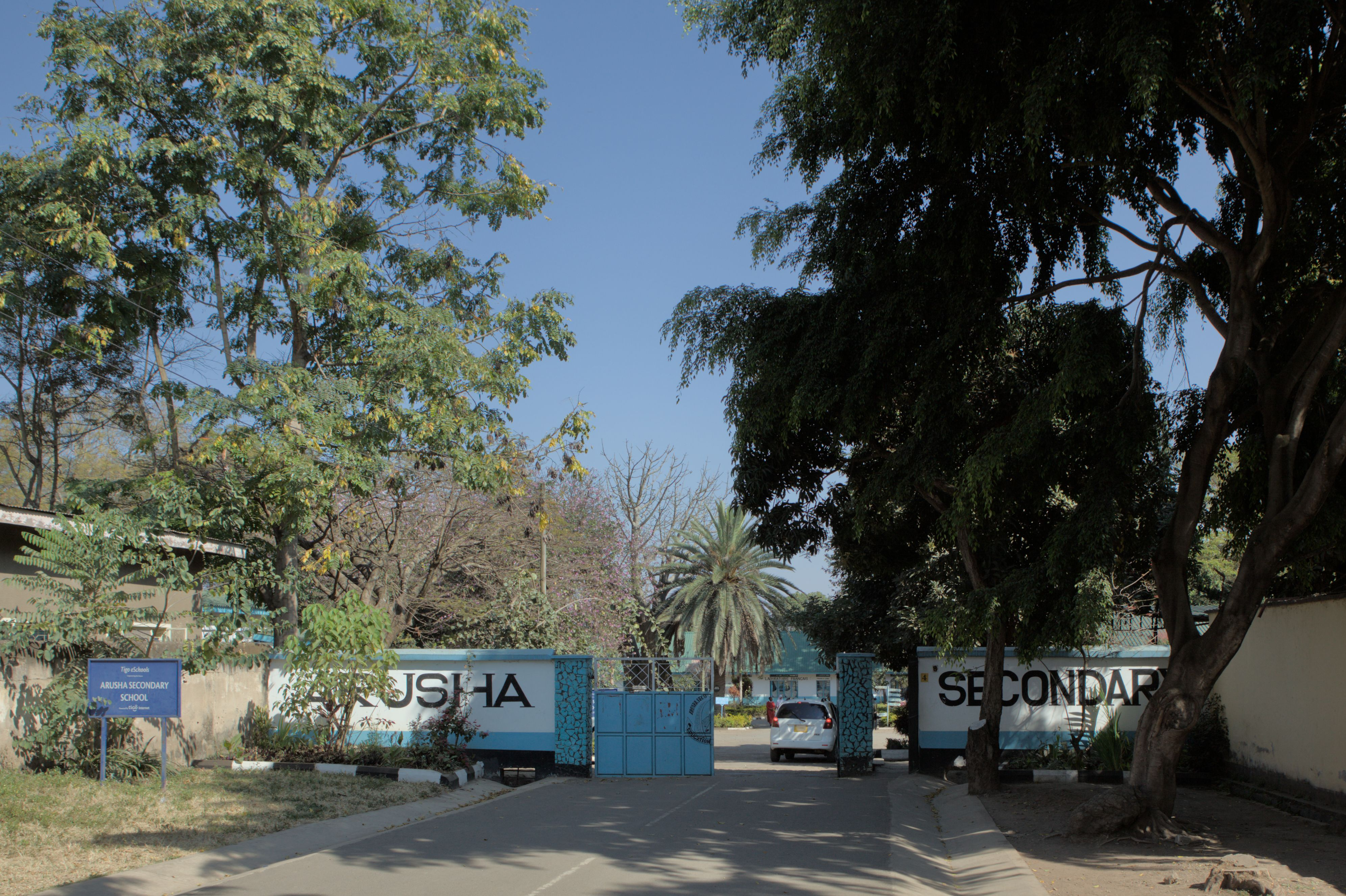
Arusha Secondary School

- Bondeni
- Pangani

## Wirtschaft und Infrastruktur
- Gesundheit: In Kati liegen das private Regionalkrankenhaus Shree Hindu Hospital[6] und die ebenfalls private Poliklinik Aga Khan.[7]
- Bildung: Die Arusha Secondary School ist eine 1962 eröffnete staatliche weiterführende Schule,[8] ebenfalls im Bezirk liegt die private Bondeni Secondary School.[9][3]

## Sehenswürdigkeiten
- Denkmal zur Arusha-Deklaration: Im Norden, an der Grenze zu Kaloleni steht im Kreisverkehr an der Kreuzung Makongoro Road und Uhaguzi Road das Denkmal zur Erinnerung an die Unterzeichnung der Arusha-Deklaration.[10][11]
- Tempel: Im Südosten des Bezirks liegt der Hindu-Tempel BAPS Shri Swaminarayan Mandir.[12]
- Markt: Nahe der Sokoine Road liegt der Central Market von Arusha. Er ist hauptsächlich für Einheimische und bietet exotische Früchte, Kaffee, Nüsse und Gewürze.[13]